# Réaction anaphylactoïde
La réaction anaphylactoïde ou pseudo-anaphylactique est une réaction allergique, ne nécessitant pas les anticorps IgE. Un mastocyte ou un polynucléaire basophile seul peut donner une réaction allergique et ce, dès le premier contact avec l'allergène.
On utilise plutôt le terme de réaction d'hypersensibilité non allergique.